# Ничепуренко, Алексей Петрович
Алексей Петрович Ничепуренко (1 июня 1912 — 3 октября 1944) — советский военнослужащий, участник Великой Отечественной войны, Герой Советского Союза, стрелок 433-го стрелкового полка 64-й стрелковой дивизии 50-й армии 2-го Белорусского фронта, красноармеец.

## Биография
Родился 1 июня 1912 года в селе Бараново ныне Шевченковского района Харьковской области.
В 1944 году призван в ряды Красной Армии. Принимал участие в боях Великой Отечественной войны с мая 1944 года. Воевал на 2-м Белорусском фронте.
14 июля 1944 года в составе полка вышел к Неману и участвовал в разведке его западного берега. Противник был уверен, что именно здесь форсируют Неман основные силы. Из подразделения, в котором был Ничепуренко, удалось выйти на западный берег Немана у села Лунна Мостовского района Гродненской области только семерым. Группа закрепилась на берегу и выдержала двенадцать атак гитлеровцев. При поддержке артиллерии группе удалось отвлечь на себя внимание противника на этом участке и тем самым помочь основным силам совершить обходный манёвр.
3 октября 1944 года Ничепуренко погиб в бою. 24 марта 1945 года за мужество и героизм, проявленные при форсировании Немана и удержании плацдарма на его западном берегу, рядовому Алексею Петровичу Ничепуренко посмертно присвоено звание Героя Советского Союза. Награждён орденом Ленина.